# Luxémont-et-Villotte
Luxémont-et-Villotte ist eine französische Gemeinde mit 444 Einwohnern (Stand: 1. Januar 2022) im Département Marne in der Region Grand Est. Sie gehört zum Arrondissement Vitry-le-François und zum Kanton Sermaize-les-Bains.

## Geographie
Luxémont-et-Villotte liegt am Canal entre Champagne et Bourgogne und am hier parallel verlaufenden Fluss Orconte. Umgeben wird Luxémont-et-Villotte von den Nachbargemeinden Marolles im Norden und Nordwesten, Reims-la-Brûlée im Nordosten, Vauclerc im Osten, Écriennes im Osten und Südosten, Matignicourt-Goncourt im Südosten, Norrois im Süden, Bignicourt-sur-Marne im Südwesten sowie Frignicourt im Westen.
Im Nordwesten der Gemeinde verläuft die Route nationale 4.

## Geschichte
1824 wurden die bis dahin eigenständigen Gemeinden Villotte und Luxémont fusioniert.

## Bevölkerungsentwicklung
| Bevölkerungsentwicklung    | Bevölkerungsentwicklung | Bevölkerungsentwicklung | Bevölkerungsentwicklung | Bevölkerungsentwicklung | Bevölkerungsentwicklung | Bevölkerungsentwicklung | Bevölkerungsentwicklung | Bevölkerungsentwicklung | Bevölkerungsentwicklung |
| -------------------------- | ----------------------- | ----------------------- | ----------------------- | ----------------------- | ----------------------- | ----------------------- | ----------------------- | ----------------------- | ----------------------- |
| Jahr                       | 1962                    | 1968                    | 1975                    | 1982                    | 1990                    | 1999                    | 2006                    | 2012                    | 2018                    |
| Einwohner                  | 261                     | 199                     | 335                     | 451                     | 443                     | 435                     | 500                     | 421                     | 459                     |
| Quellen: Cassini und INSEE |                         |                         |                         |                         |                         |                         |                         |                         |                         |

## Sehenswürdigkeiten
- Kirche Saint-Étienne in Luxémont, durch eine Feuersbrunst zerstört, 1892 wieder aufgebaut
- Kirche Saint-Nicolas in Villotte

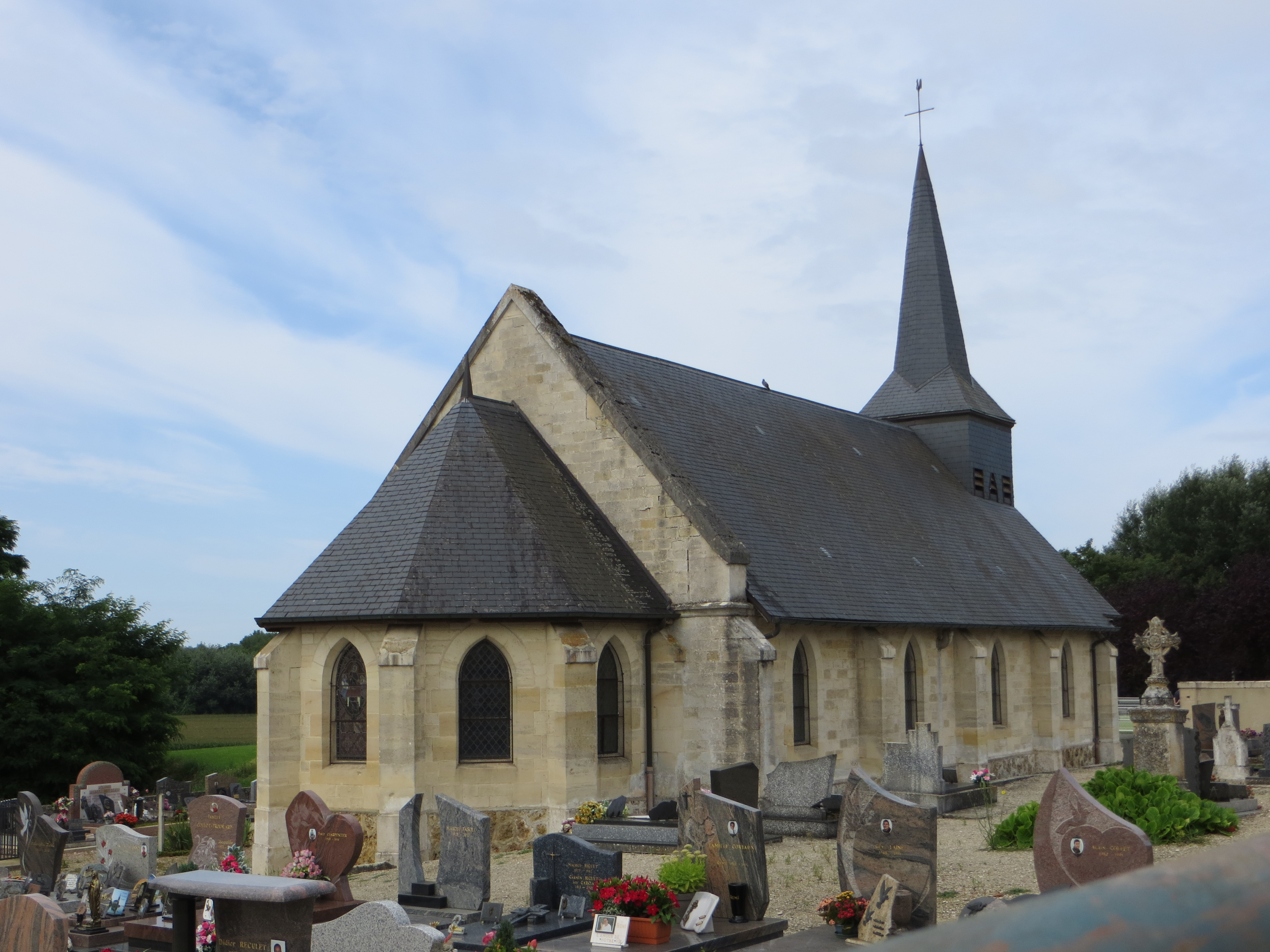
Kirche Saint-Étienne
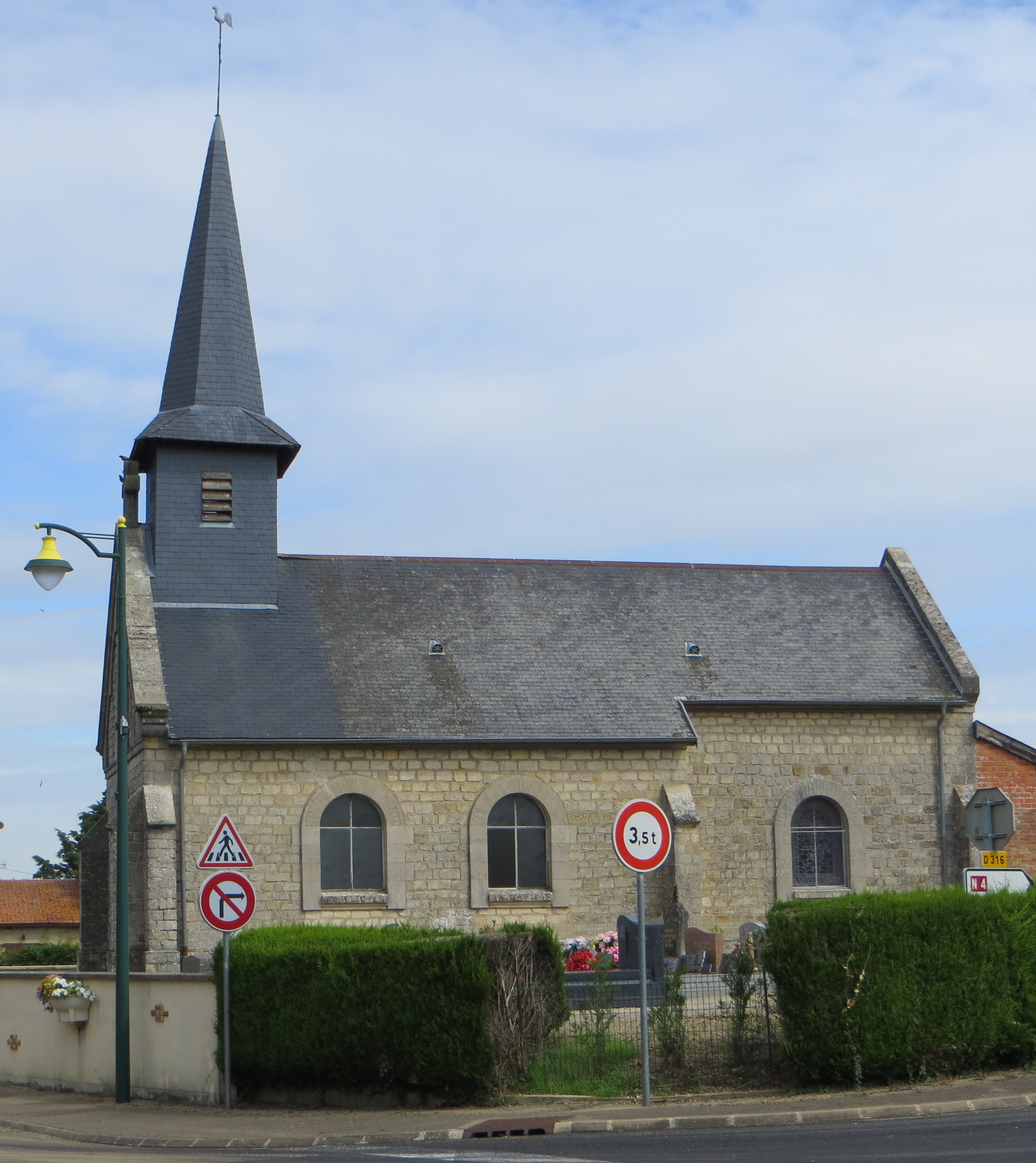
Kirche Saint-Nicolas
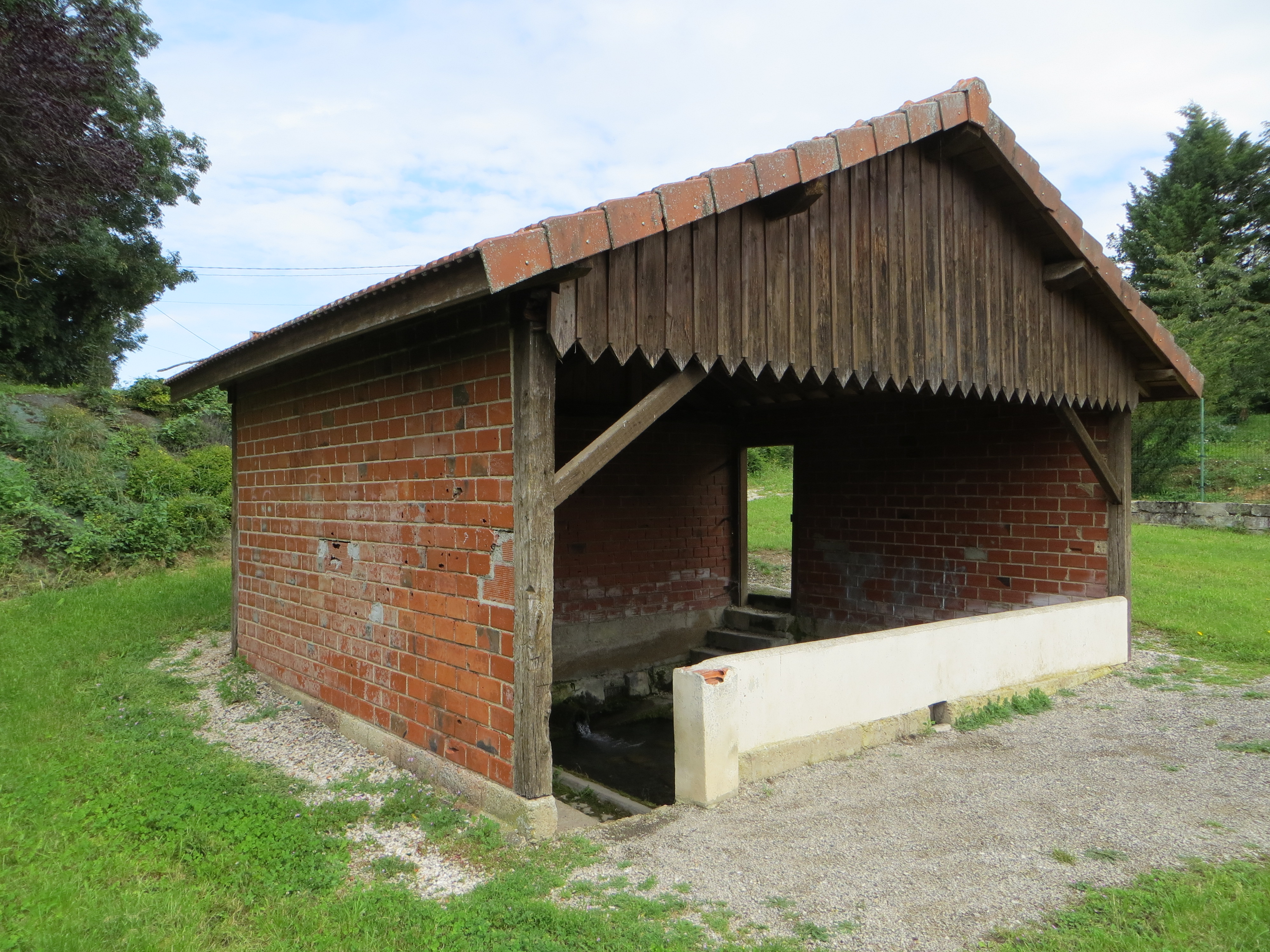
Ehemaliges Lavoir